# Guerre froide : L'Homme qui sauva le monde
Pour plus de détails, voir Fiche technique et Distribution.
Guerre froide : L'Homme qui sauva le monde (The Man Who Saved the World) est un long métrage documentaire dano-américano-russo-letton de 2014, réalisé par Peter Anthony.
Le film a été présenté en octobre 2014 au Woodstock Film Festival.

## Synopsis
L'histoire de Stanislav Petrov, ancien lieutenant-colonel des Forces de défense anti-aérienne soviétiques, et son rôle, lors de la fausse alerte nucléaire soviétique de 1983, dans la prévention d'un holocauste nucléaire.

## Fiche technique
- Titre : Guerre froide : L'Homme qui sauva le monde
- Titre original : The Man Who Saved the World
- Réalisation : Peter Anthony
- Scénario : Peter Anthony
- Musique : Kristian Eidnes Andersen
- Photographie : Kim Hattesen et Anders Löfstedt
- Montage : Morten Giese, Morten Højbjerg et Anders Albjerg Kristiansen
- Production : Jakob Staberg
- Société de production : Statement Film, WG Film, Ego Media, Beofilm et Light Cone Pictures
- Pays :  Danemark,  Lettonie,  Russie et  États-Unis
- Genre : Documentaire]
- Durée : 110 minutes
- Dates de sortie : 
  - États-Unis : 17 octobre 2014 (Woodstock Film Festival)
  - Royaume-Uni : 15 mai 2015